# Ed Sprinkle
Edward Alexander Sprinkle (* 3. September 1923 in Bradshaw, Texas; † 28. Juli 2014 in Palos Heights, Illinois; Spitzname: The Claw (deutsch: Die Klaue)) war ein US-amerikanischer American-Football-Spieler auf der Position des Defensive Ends. Er spielte bei den Chicago Bears in der National Football League (NFL) und gewann mit ihnen 1946 die NFL-Meisterschaft.

## Spielerlaufbahn

### Collegekarriere
Ed Sprinkle war der Sohn des texanischen Farmers Olif Orno Sprinkle und dessen Ehefrau Nellie Catherine. Er besuchte in Tuscola, Texas, die Highschool und studierte danach zunächst an der Hardin-Simmons University, wo er aufgrund seiner sportlichen Leistungen als Footballspieler in die Ligaauswahl gewählt wurde, bevor er sich der United States Naval Academy anschloss. Auch dort war er als Footballspieler aktiv. Sprinkle wurde nach seinem Studium nie von einer Profimannschaft gedraftet.

### Profikarriere
Im Jahr 1944 erhielt er bei den von Hunk Anderson trainierten Chicago Bears einen Profivertrag und spielte zunächst in der Offense und in der Defense des Teams. Aufgrund seiner Schnelligkeit wurde er jedoch im Laufe seiner Karriere verstärkt als End und als Defensive End eingesetzt. Sein Head Coach George Halas, der 1946 das Traineramt bei den Bears übernahm, hatte erkannt, dass Sprinkle ein hervorragender Pass Rusher war und es ihm regelmäßig gelang die gegnerische Offensive Line zu überlaufen. Im Angesicht des Umstandes, dass sich American Football vom Laufspiel zu einem Spiel weiterentwickelte, in dem der Pass mehr an Bedeutung gewann, waren die Fähigkeiten von Sprinkle für seine Mannschaft ein entscheidender Vorteil. 1946 gewann Sprinkle mit den Bears das NFL Championship Game. Die Bears waren in diesem Jahr mit Spielern wie Sprinkle, Sid Luckman, Ken Kavanaugh, Joe und Bill Osmanski sowie George McAfee und Bulldog Turner hervorragend besetzt. Im Endspiel wurden die New York Giants mit 24:14 geschlagen.
Sprinkle beendete 1955 nach zwölf Spieljahren bei den Bears seine Laufbahn.

## Ehrungen
Sprinkle war Mitglied im NFL 1940s All-Decade Team, in der Chicagoland Sports Hall of Fame, in der Hardin-Simmons Athletic Hall of Fame und im Chicago Bears Ring of Honor. Er wurde fünfmal zum All-Pro gewählt und spielte in vier Pro Bowls. Im Jahr 2020 erfolgte seine Aufnahme in die Pro Football Hall of Fame.

## Nach der Laufbahn
Ed Sprinkle wurde nach seiner Karriere Geschäftsmann in Chicago. Im Jahr 1962 kehrte er nochmals kurzzeitig zum Footballsport zurück und wurde Assistenztrainer bei den New York Titans. Er wurde nach seinem Tod auf dem Fairmount-Willow Hills Memorial Park in Willow Springs, Illinois, beigesetzt.